# Liste der Naturdenkmale in Groß-Bieberau
Die Liste der Naturdenkmale in Groß-Bieberau nennt die in Groß-Bieberau im Landkreis Darmstadt-Dieburg in Hessen gelegenen Naturdenkmale. Sie sind nach § 28 Bundesnaturschutzgesetz (BNatschG) geschützt.
| Bild                          | Bezeichnung                           | Ortsteil, Lage                        | Beschreibung | Art | Nr. |
| ----------------------------- | ------------------------------------- | ------------------------------------- | --- | --- | --- |
| mehr Fotos \| Fotos hochladen | Granitfelsen Felsenmeer „Steingeröll“ | Rodau 49° 45′ 57,6″ N, 8° 47′ 27,6″ O | Geologisches Naturdenkmal. Am Nordhang der Altscheuer südwestlich von Lichtenberg, in nicht bewirtschaftetem Laubwald. Felsenmeer etwa 400 × 100 m, Blockströme und übereinander geschobene Blöcke aus Granit. |     |     |

## Belege
1. ↑  
Karte "Umweltschutz". BürgerGIS Landkreis Darmstadt-Dieburg. Landkreis Darmstadt-Dieburg, abgerufen am 4. April 2020.
2. ↑  
Verordnung zur Sicherung von Naturdenkmalen im Landkreis Dieburg. (pdf; 26 kB) Der Kreisausschuß des Landkreises Dieburg, 27. Mai 1959, abgerufen am 21. Juli 2016.
3. ↑  
Horst Bathon, Georg Wittenberger: Die Naturdenkmale des Landkreises Darmstadt-Dieburg mit Biotop-Touren, 2. erweiterte und vollständig überarbeitete Auflage. Hrsg.: Kreisausschuss des Landkreises Darmstadt-Dieburg – Untere Naturschutzbehörde (= Schriftenreihe Landkreis Darmstadt-Dieburg). Darmstadt 2016, ISBN 978-3-00-050136-4, S. 579–58.

- Karte mit allen Koordinaten:
- OSM |
- WikiMap